# Comuna Târgușor, Constanța
Târgușor este o comună în județul Constanța, Dobrogea, România, formată din satele Mireasa și Târgușor (reședința).

## Etimologie
Numele comunei este dat de numele celui mai mare dintre localitățile componente și provine din limba tătară. În trecut a fost un sat tătăresc numit Pazarlî sau Pazarlîk însemnând Târgul sau Satul cu târg. Martin Gruneweg din Danzig, azi Gdansk, care între 1582 si 1586 a călătorit de șase ori în Imperiul Otoman cu caravanele negustorilor armeni din Liov menționează că în satul tătăresc Bazarlîkoy din întinsa câmpie a văzut întâia oară cum se ara cu o cămilă albă ca zăpada.

## Demografie
Componența etnică a comunei Târgușor
     Români (88,8%)
     Alte etnii (0,22%)
     Necunoscută (10,98%)
Componența confesională a comunei Târgușor
     Ortodocși (85,67%)
     Adventiști (2,04%)
     Alte religii (1,02%)
     Necunoscută (11,27%)
Conform recensământului efectuat în 2021, populația comunei Târgușor se ridică la 1.375 de locuitori, în scădere față de recensământul anterior din 2011, când fuseseră înregistrați 1.616 locuitori. Majoritatea locuitorilor sunt români (88,8%), iar pentru 10,98% nu se cunoaște apartenența etnică. Din punct de vedere confesional, majoritatea locuitorilor sunt ortodocși (85,67%), cu o minoritate de adventiști (2,04%), iar pentru 11,27% nu se cunoaște apartenența confesională.

## Politică și administrație
Comuna Târgușor este administrată de un primar și un consiliu local compus din 11 consilieri. Primarul, Mădălina Negru[*], de la Partidul Social Democrat, este în funcție din octombrie 2020. Începând cu alegerile locale din 2024, consiliul local are următoarea componență pe partide politice:
|  | Partid                          | Consilieri | Componența Consiliului | Componența Consiliului | Componența Consiliului | Componența Consiliului | Componența Consiliului | Componența Consiliului |
|  | ------------------------------- | ---------- | ---------------------- | ---------------------- | ---------------------- | ---------------------- | ---------------------- | ---------------------- |
|  | Partidul Social Democrat        | 6          |                        |                        |                        |                        |                        |                        |
|  | Partidul Național Liberal       | 4          |                        |                        |                        |                        |                        |                        |
|  | Alianța pentru Unirea Românilor | 1          |                        |                        |                        |                        |                        |                        |